# HAT-P-6b
HAT-P-6b是一个位于仙女座，距离地球约650光年的系外行星，其母星为HAT-P-6。该行星属于热木星，其轨道距离中央恒星约7.832百万公里，轨道周期为92小时28分17.9秒。该行星的真实质量较之木星大5.7%，半径比木星大33%，其平均密度小于水，仅为0.45克/立方厘米。巴克斯等人于2007年10月15日发现该行星。